# Ulan-Ude
Ulan-Ude (tiếng Nga: Улан-Удэ; tiếng Buryat: Улаан-Үдэ (Ulaan-Üde); tiếng Mông Cổ: Улаан-Үд (Ulaan-Üd)) là thủ phủ của Cộng hòa Buryat, Nga, thành phố này năm cách khoảng 100 km về phía đông nam hồ Baikal trên sông Uda tại hợp lưu với sông Selenga. Theo điều tra dân số năm 2002, dân số Ulan-Ude là 359.391, còn dân số năm 2010 là 402.000 người, đây là thành phố lớn thứ ba ở miền đông Siberia.
Ulan-Ude có khoảng cách 5.640 km (3.500 dặm) về phía đông của Moskva và 100 km (62 dặm) về phía đông nam của hồ Baikal. Thành phố nằm ở độ cao 600 mét trên mực nước biển ở chân các dãy núi Khamar-Daban và Khrebet Ulan-Burgasy, bên cạnh nơi hợp lưu của sông Selenga và nhánh của nó Uda phân chia thành phố thành hai phần. Thành phố có sân bay Ulan-Ude

## Hình ảnh

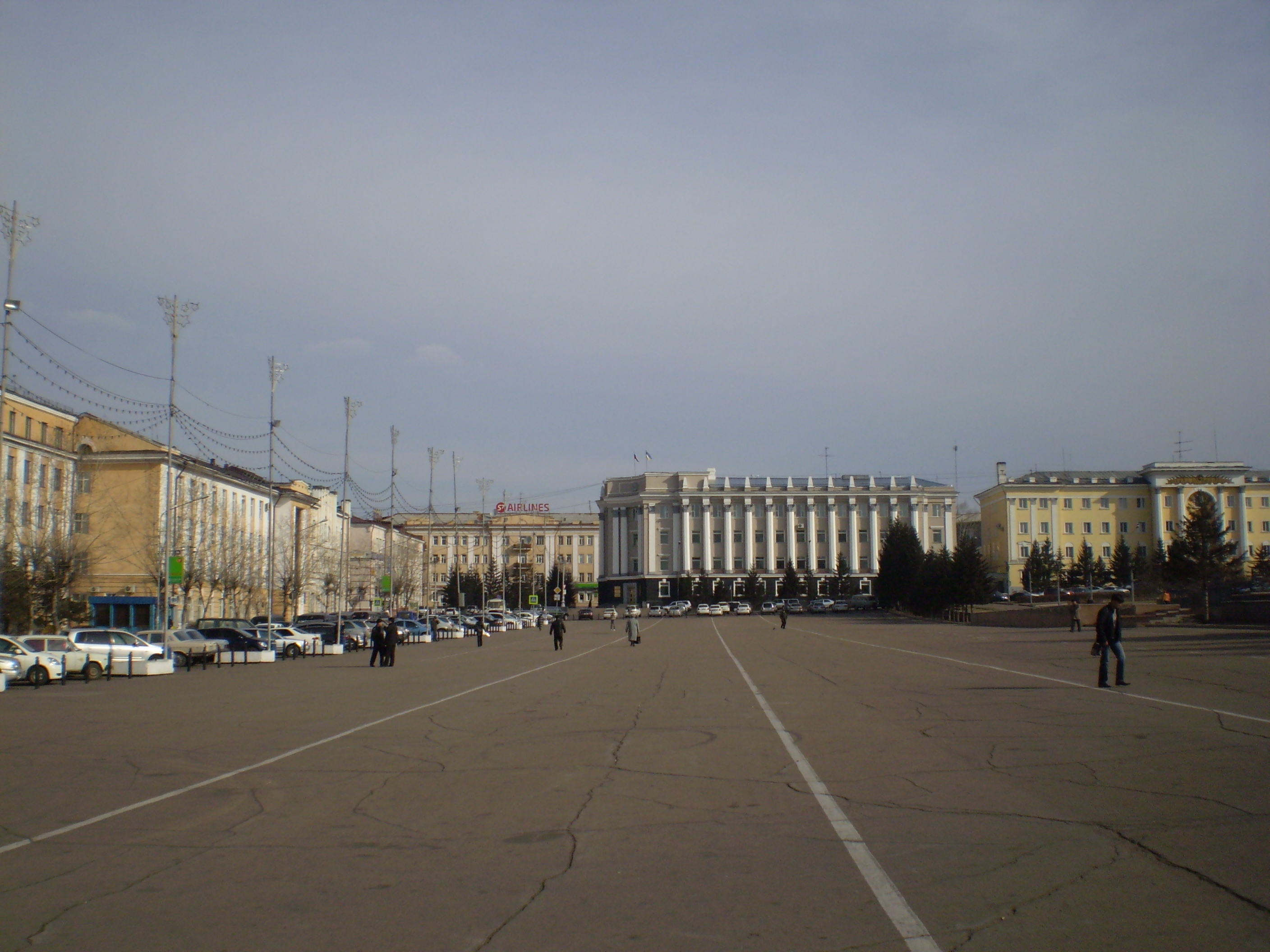
Quảng trường Xô Viết ở Ulan-Ude
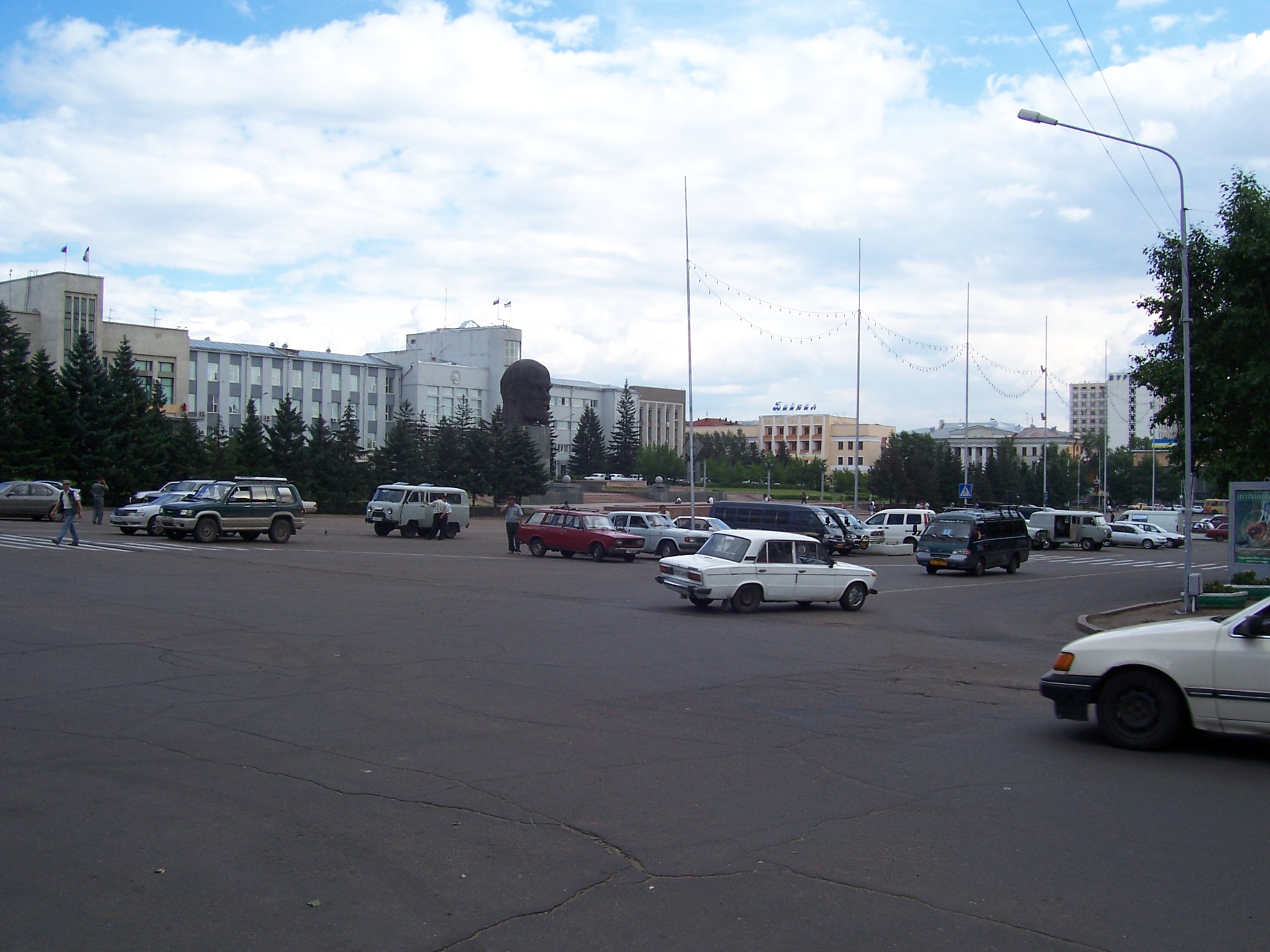
Lê Nin ở quảng trường Ulan-Ude
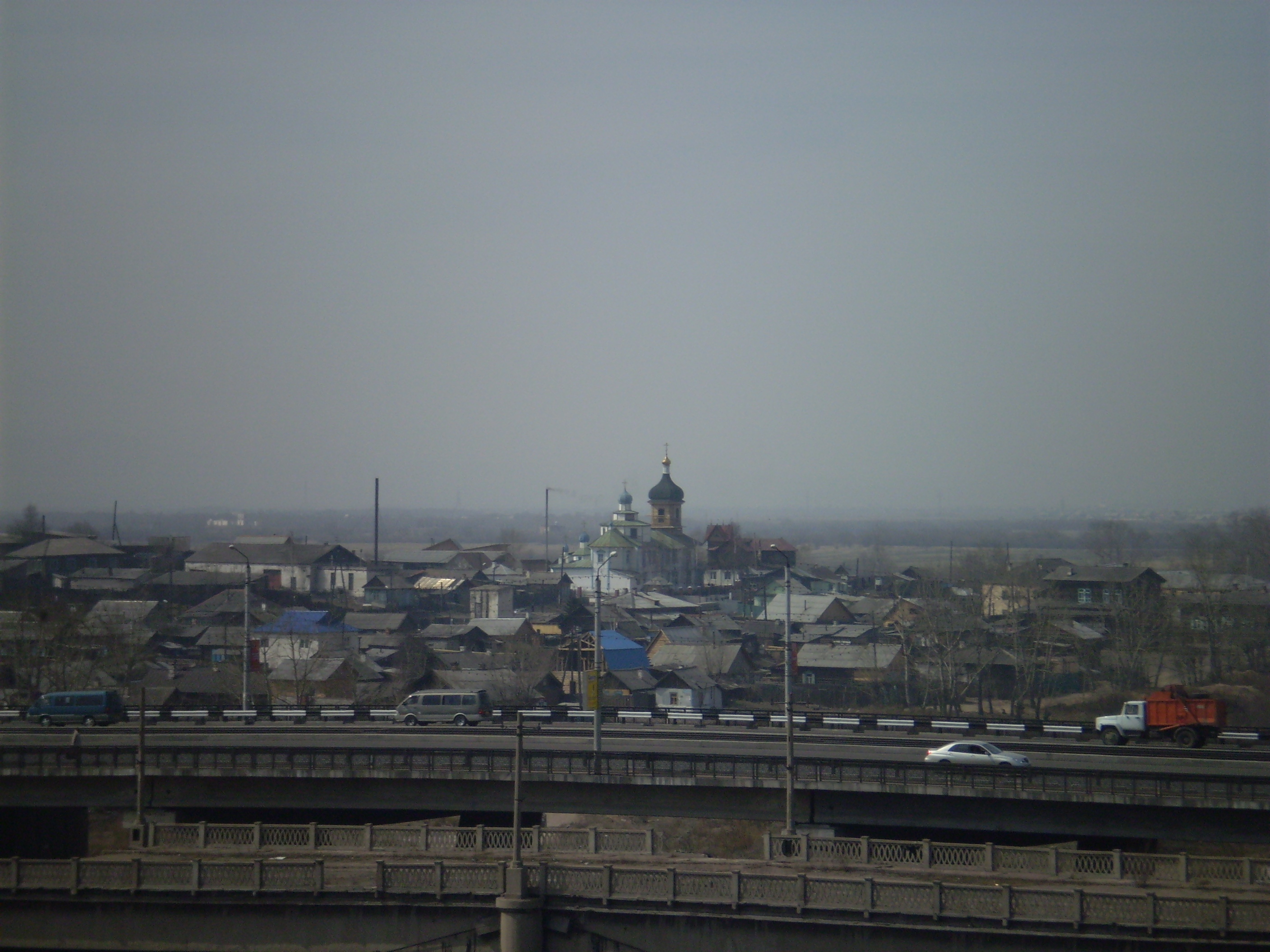
Nhà thờ Thánh ba ngôi (Svjato-Troickij Xram) ở Ulan-Ude
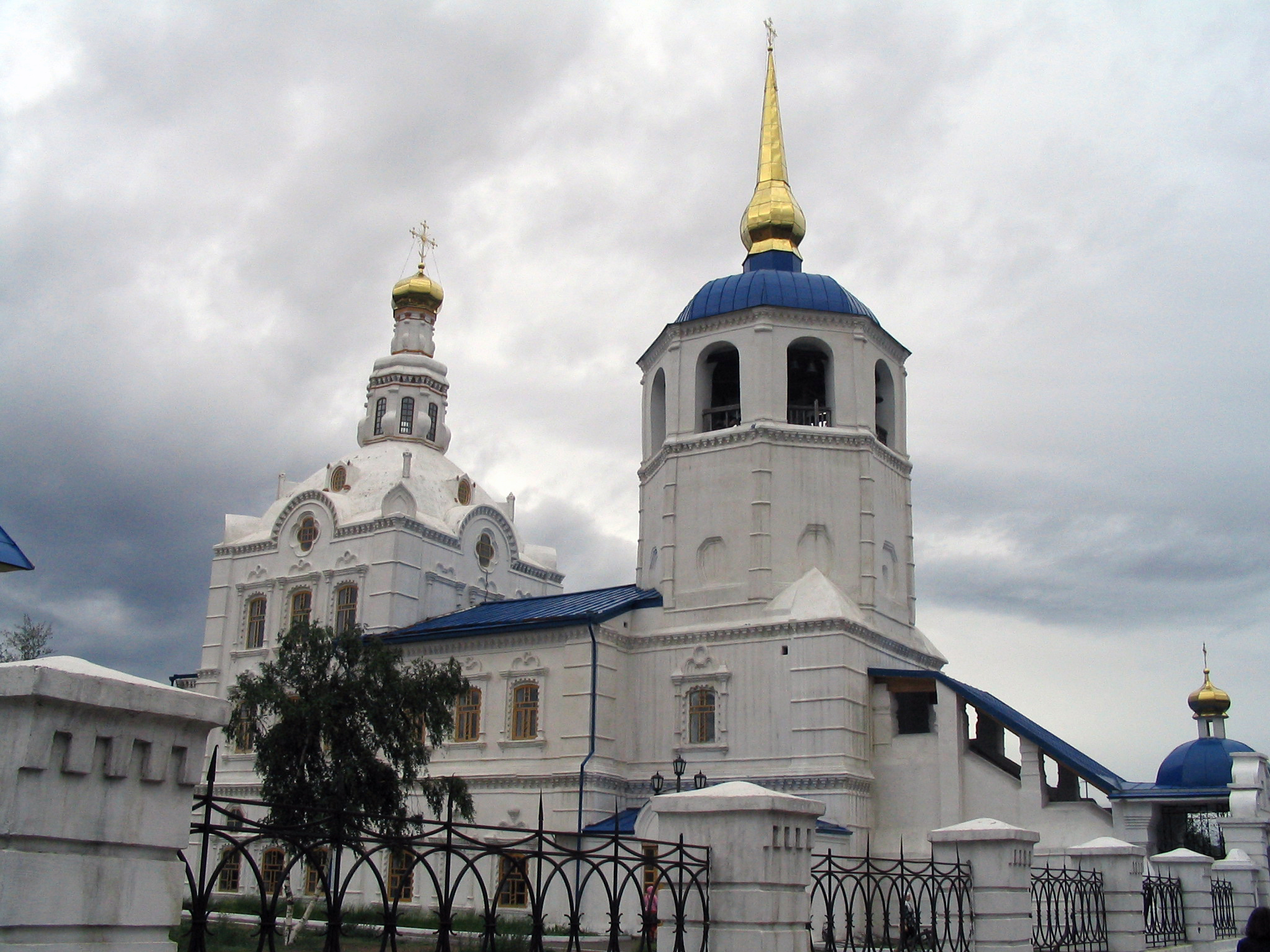
Nhà thờ Nga Odigitrievsky ở Ulan-Ude
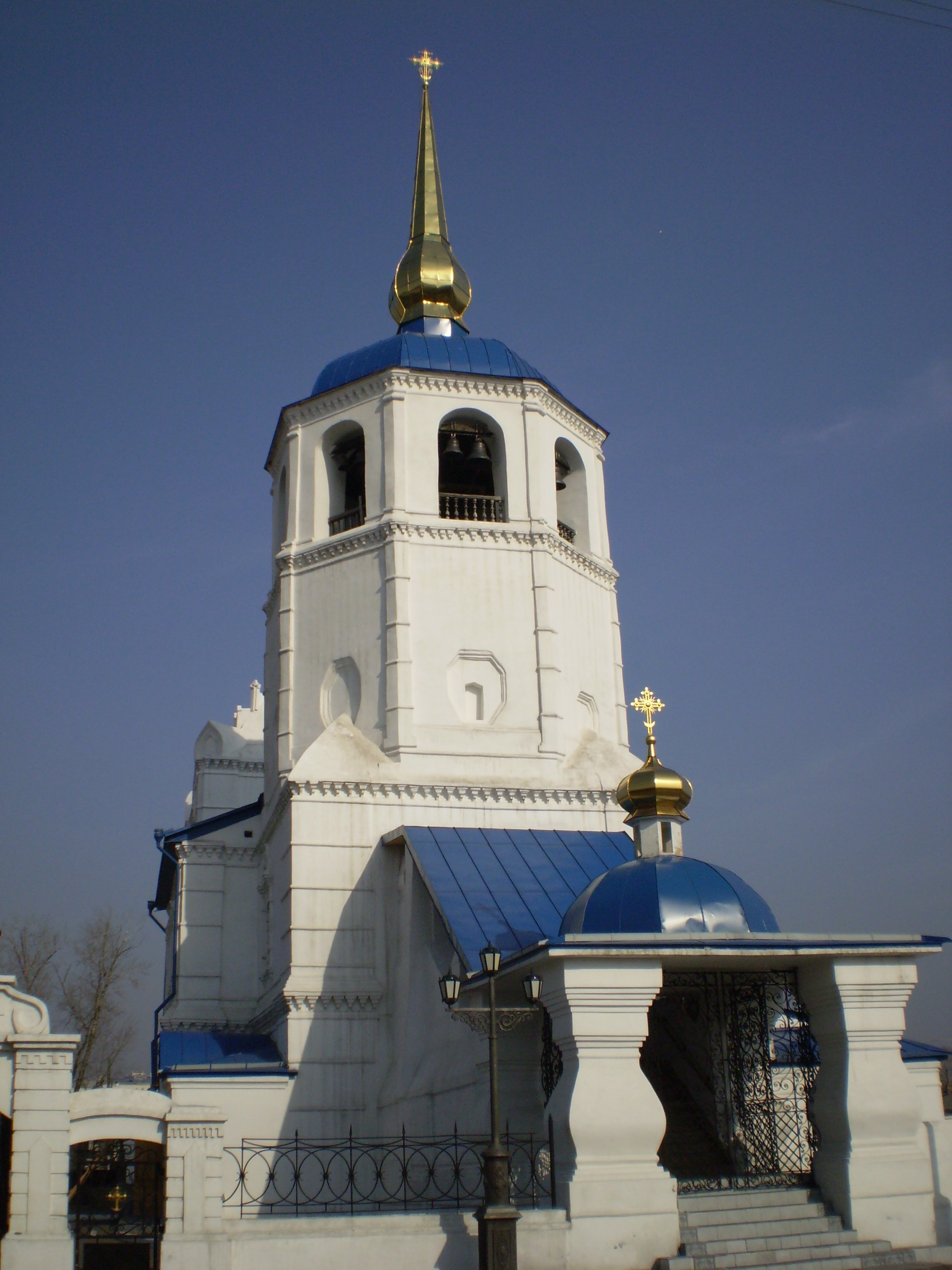
Vòm nhà thờ Odigitrievsky
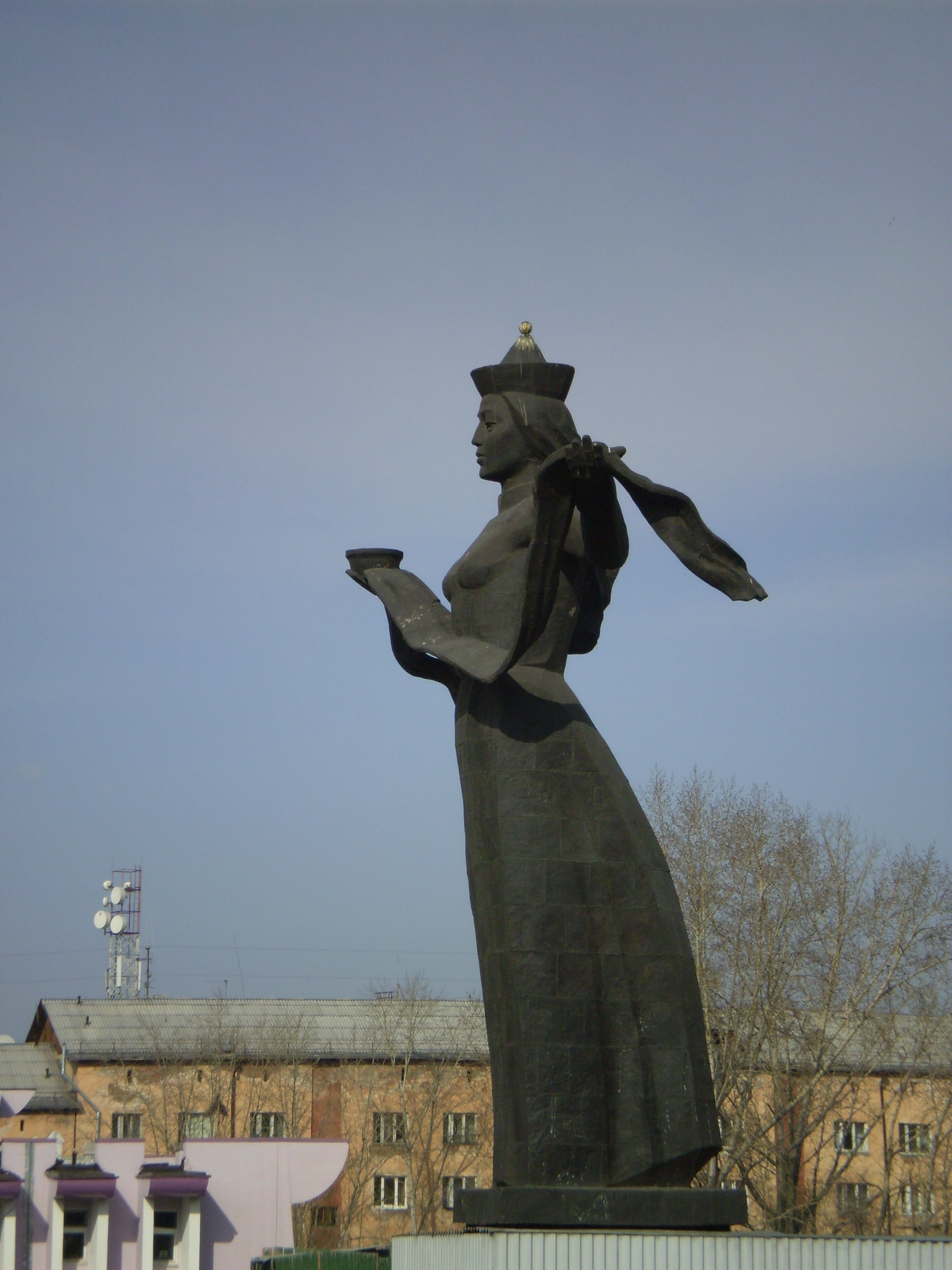
Tượng "Đức mẹ Buryatia" ở Ulan-Ude
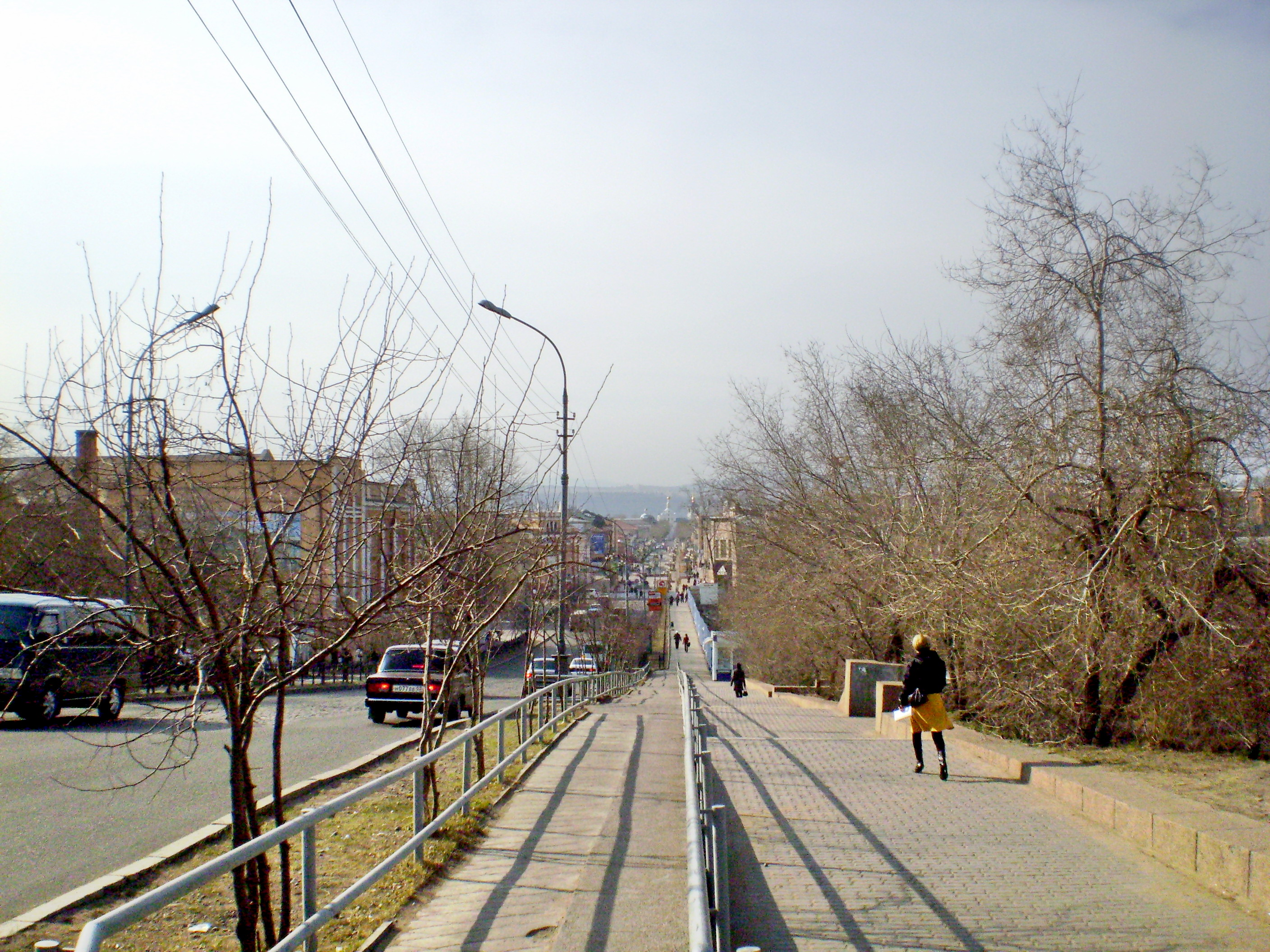
Ulitsa Lenina (phố Lenin) ở Ulan-Ude
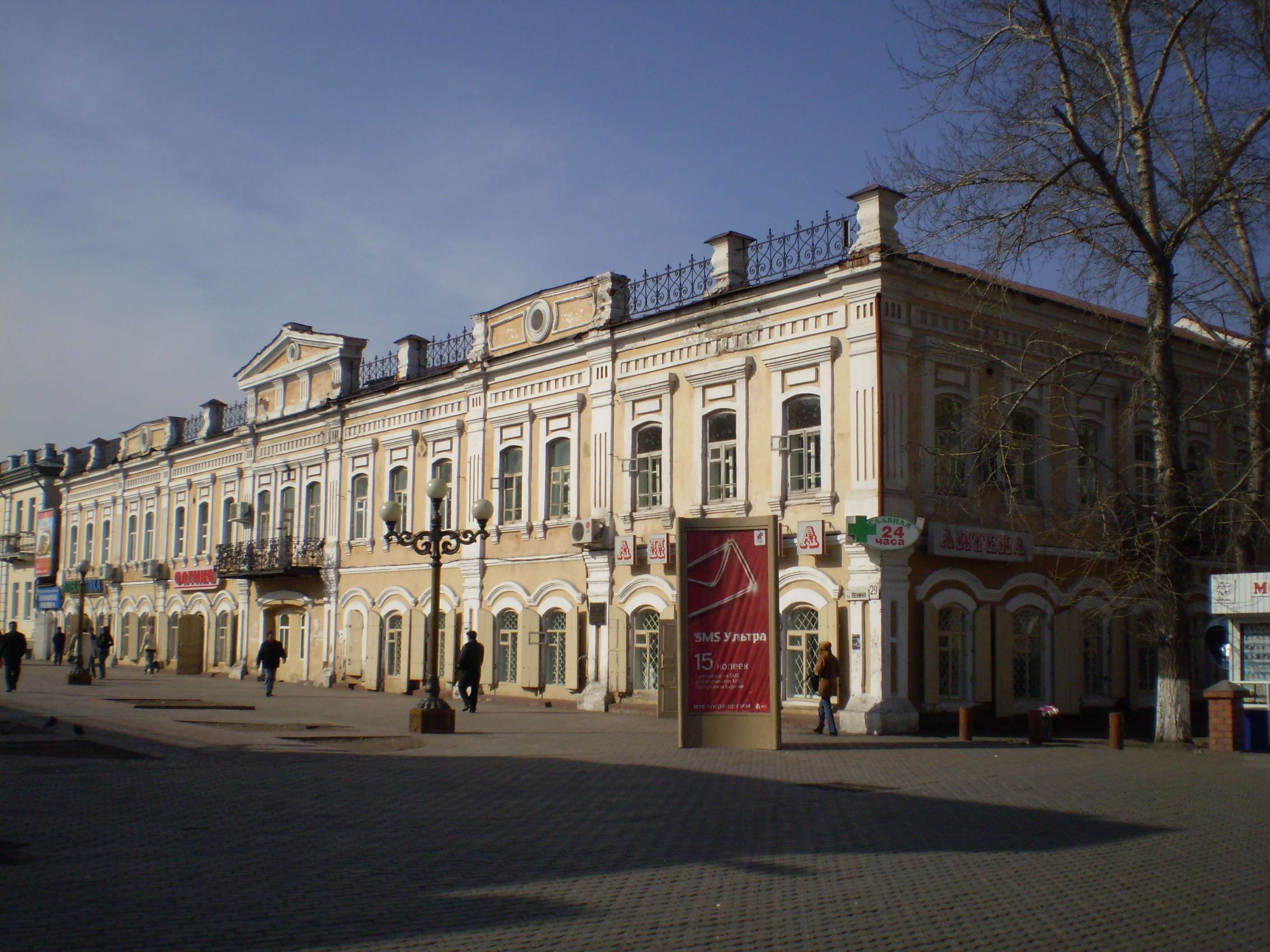
Ulitsa Lenina
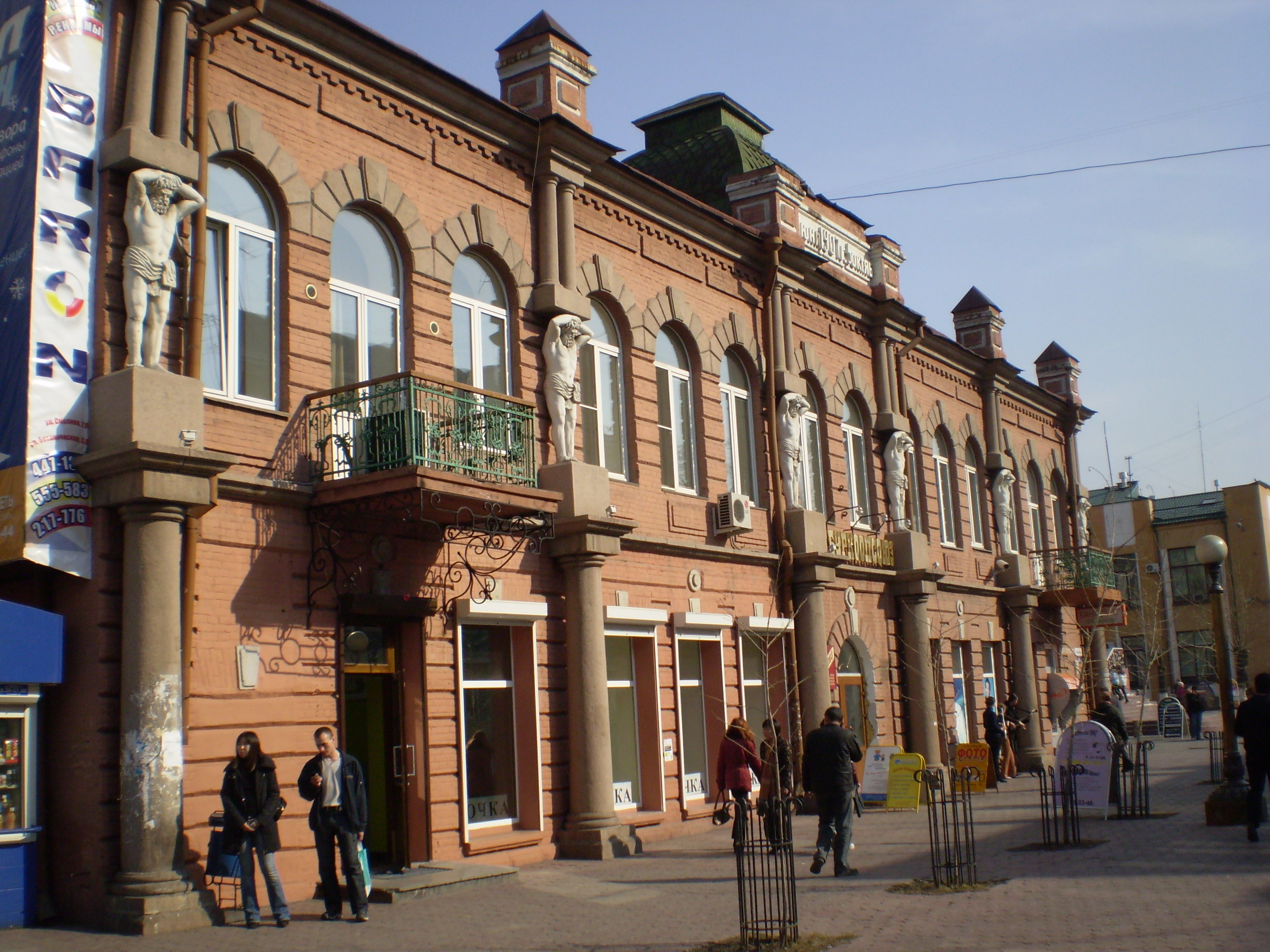
Nhà năm 1907 N.L. Kapelman ở Ulitsa Lenina
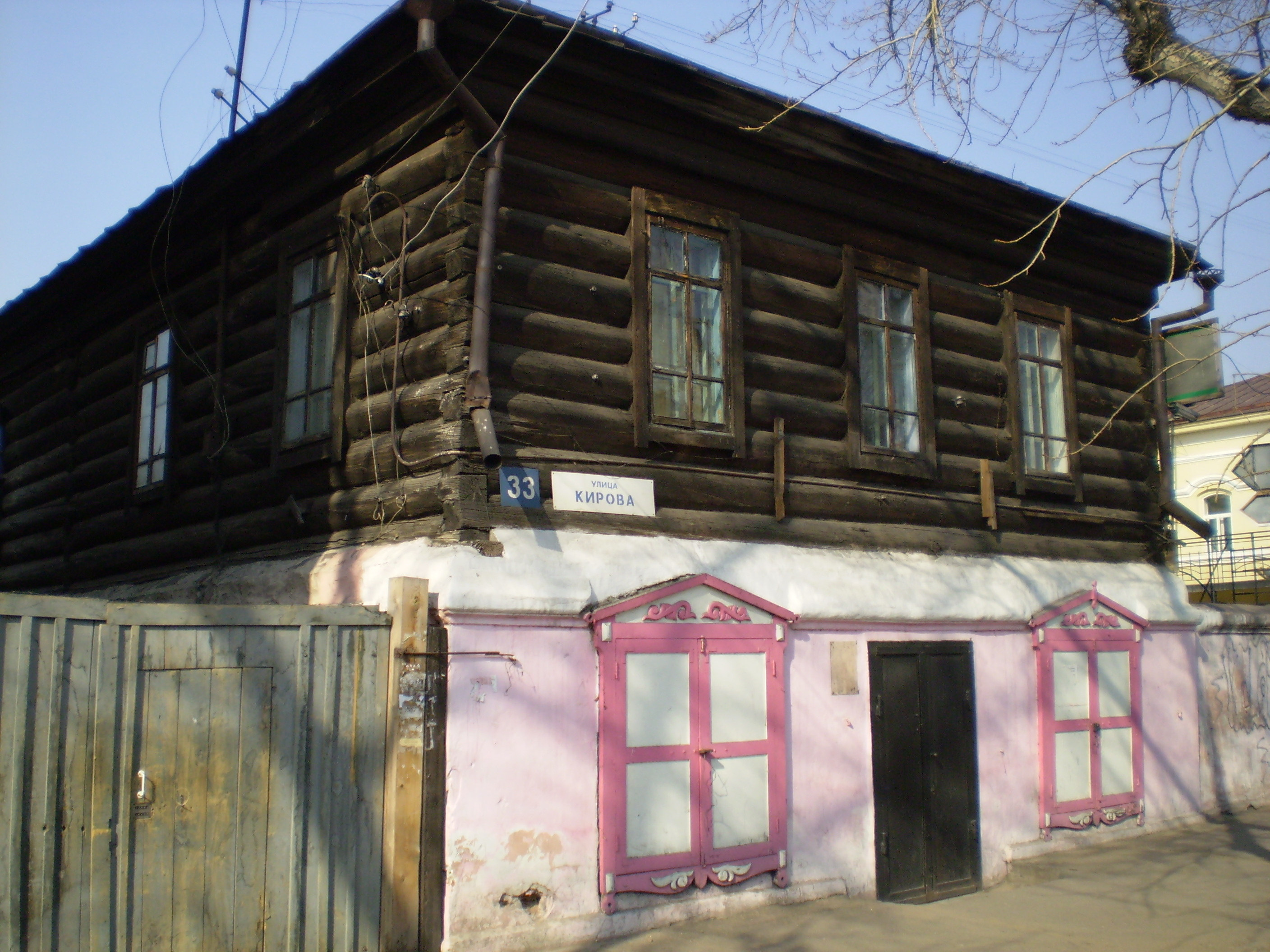
Nhà ở Ulitsa Kirova (phố Kirov) tại Ulan-Ude
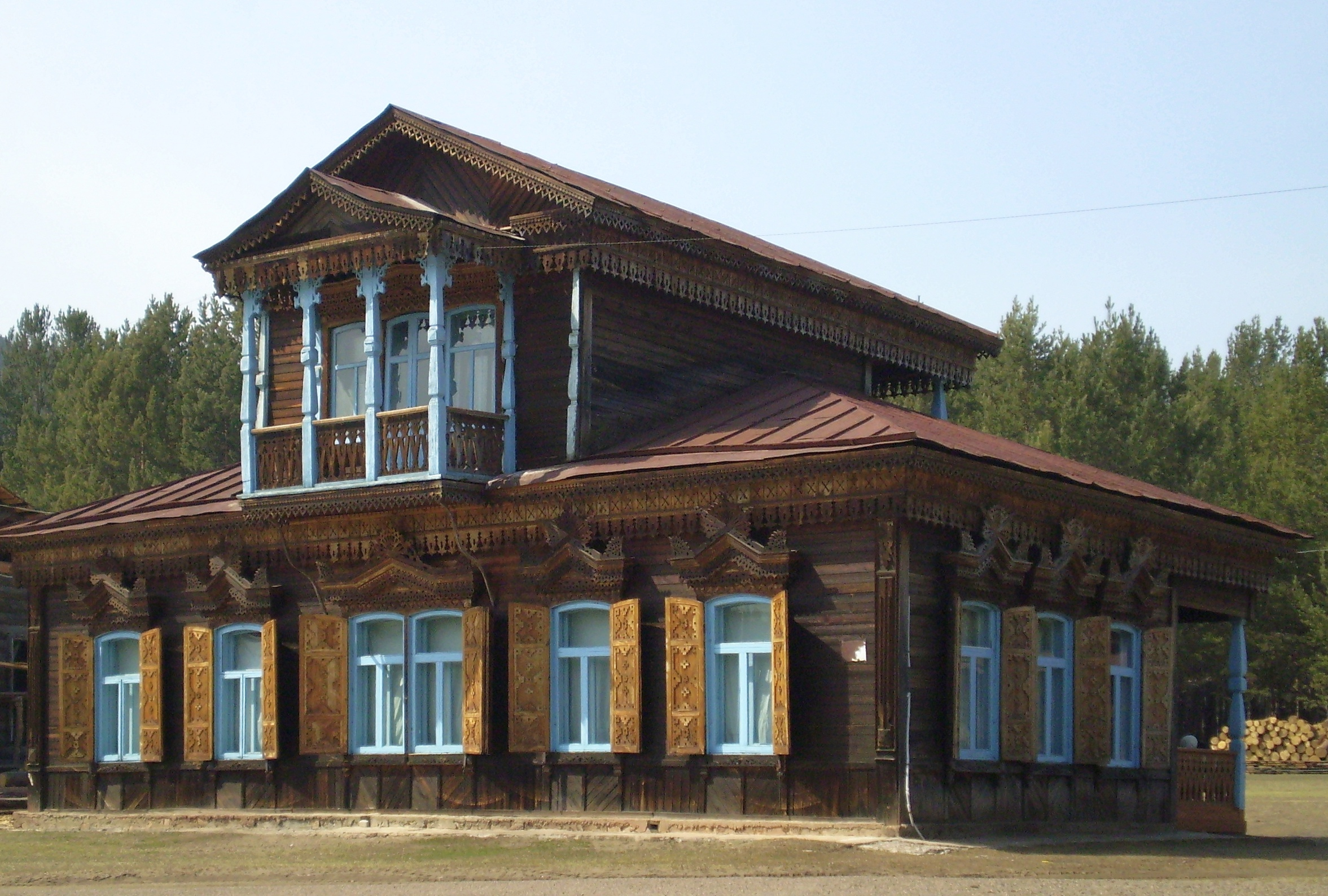
Nhà truyền thống thành phố ở bảo tàng tại Ulan-Ude